# Ruby in Paradise
Pour plus de détails, voir Fiche technique et Distribution.
Ruby in Paradise est un film américain écrit et réalisé par Victor Nuñez. Sorti en 1993, il est librement inspiré du roman Northanger Abbey de Jane Austen, paru en 1817.

## Synopsis
Ruby quitte le Tennessee pour Panama City (Floride), siège d'un camp d'été qu'elle a visité enfant. Arrivée à l'automne, elle décroche un emploi chez Chambers Beach Emporium, une boutique de souvenirs tenue par Mrs. Chambers, malgré le rejet préalable de sa candidature par le propriétaire. Au cours de l'année, elle tient un journal où elle philosophe sur les événements.

## Fiche technique
- Titre original : Ruby in Paradise
- Titre français : Ruby in Paradise
- Réalisation : Victor Nuñez
- Scénario : Victor Nuñez, d'après Northanger Abbey de Jane Austen
- Direction artistique : John Iacovelli
- Décors : Burton Rencher
- Costumes : Marilyn Wall-Asse
- Photographie : Alex Vlacos
- Son : Pete Winter
- Montage : Victor Nuñez
- Musique : Charles Engstrom
- Production : Sam Gowan (exécutif)
- Société de production : Full Crew/Say Yea
- Sociétés de distribution : October Films (États-Unis), The Sales Company, Diaphana Films (France)
- Pays de production :  États-Unis
- Langue originale : anglais
- Format : couleur — 16 mm (Super 16) — 1,85:1 — son Dolby stéréo
- Genre :  Drame, romance
- Durée : 114 minutes
- Dates de sortie :
  - États-Unis : 8 octobre 1993
  - France : 19 janvier 1994

## Distribution

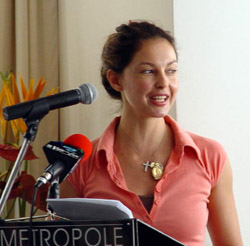
Ashley Judd

- Ashley Judd : Ruby Lee Gissing
- Todd Field : Mike McCaslin
- Bentley Mitchum : Ricky Chambers
- Allison Dean : Rochelle Bridges
- Dorothy Lyman : Mildred Chambers
- Betsy Douds : Debrah Ann
- Felicia Hernández : Persefina
- Bobby Barnes : Wanda
- Divya Satia : chanteur indien

## Accueil
Le film reçoit des critiques positives[réf. nécessaire]. Roger Ebert le met dans sa liste des dix films de l'année.

## Distinctions

### Récompenses
- Festival du film de Sundance 1993 : Grand prix du jury, catégorie Drame, ex-æquo avec Ennemi public
- Chicago Film Critics Association Awards 1994 : Révélation féminine pour Ashley Judd
- Film Independent's Spirit Awards 1994 : Meilleure actrice pour Ashley Judd

### Nominations
- New York Film Critics Circle Awards 1993 : Meilleure actrice pour Ashley Judd
- Film Independent Spirit Awards 1994 : 
  - Meilleur film
  - Meilleur réalisateur pour Victor Nunez
  - Meilleur acteur dans un second rôle pour Todd Field
  - Meilleur scénario pour Victor Nunez
  - Meilleure photographie pour Alex Vlacos
- National Society of Film Critics Awards 1994 : Meilleure actrice pour Ashley Judd